# SummerSlam (2004)
 (juillet 2020).
SummerSlam 2004 est le dix-septième SummerSlam, pay-per-view de catch produit par la World Wrestling Entertainment. Il s'est déroulé le 15 août 2004 au Air Canada Centre de Toronto, Ontario, Canada.

## Résultats
| #                                                                | Match                                                                                        | Stipulation                                                                   | Durée |
| ---------------------------------------------------------------- | -------------------------------------------------------------------------------------------- | ----------------------------------------------------------------------------- | ----- |
| Dark Match                                                       | Rob Van Dam bat René Duprée                                                                  | Sunday Night Heat Match                                                       | 6:07  |
| 1                                                                | The Dudley Boyz (Bubba Ray,D-Von et Spike) battent Rey Mysterio, Billy Kidman et Paul London | 6-man Tag Team Match                                                          | 8:06  |
| 2                                                                | Kane bat Matt Hardy                                                                          | "Till Death Do Us Part" match. Si Kane gagne, Lita devra se marier avec Kane. | 6:08  |
| 3                                                                | John Cena bat Booker T                                                                       | "Best of 5" series match pour le WWE United States Championship               | 6:25  |
| 4                                                                | Edge (c) bat Chris Jericho et Batista                                                        | Triple Threat Match pour l'Intercontinental Championship                      | 8:26  |
| 5                                                                | Kurt Angle (avec Luther Reigns) bat Eddie Guerrero                                           | Match simple                                                                  | 13:38 |
| 6                                                                | Triple H bat Eugene                                                                          | Match Simple                                                                  | 14:06 |
| 7                                                                | JBL (c) (avec Orlando Jordan) bat The Undertaker par disqualification                        | Match simple pour le WWE Championship                                         | 17:37 |
| 8                                                                | Randy Orton bat Chris Benoit (c)                                                             | Match simple pour le World Heavyweight Championship                           | 20:10 |
| (c) désigne le(s) champion(s) défendant son titre dans le match. |                                                                                              |                                                                               |       |